# Nanolibethra
Nanolibethra is een geslacht van Phasmatodea uit de familie Diapheromeridae. De wetenschappelijke naam van dit geslacht is voor het eerst geldig gepubliceerd in 2011 door Conle, Hennemann & Gutiérrez.

## Soorten
Het geslacht Nanolibethra omvat de volgende soorten:
- Nanolibethra camposi (Hebard, 1924)
- Nanolibethra intermedia (Shelford, 1913)
- Nanolibethra reservata (Brunner von Wattenwyl, 1907)
- Nanolibethra straminea (Hebard, 1933)